# Владимировка (Хворостянский район)
Владимировка — село Хворостянского района Самарской области, административный центр «сельского поселения Владимировка». Находится на высоте 72 м над уровнем моря.

## Социальная сфера
В селе есть школа, детский сад, кабинет врача общей практики, работает социальная служба, действует православная церковь.

## Названия улиц
- улица В. Суркова
- улица Мамистова
- улица Молодёжная
- улица Средняя
- улица Солнечная
- улица Специалистов

## Храм
В селе сохранился храм в честь святого Равноапостольного князя Владимира. Храм был основан в 1844 году помещиком В. Ф. Самариным и чудом уцелел в советские годы, потому что использовался в качестве зернохранилища.

## Население
| 2010 |
| ---- |
| 782  |

## Уроженцы села
- Никонова, Любовь Алексеевна (1951-2014)- российская поэтесса.